# Aspidhampsonia ungemachi
Aspidhampsonia ungemachi là một loài bướm đêm trong họ Noctuidae.